# Alfons Gidlund
Erik Alfons Gidlund, född 7 januari 1909 i Trehörningsjö församling i Västernorrlands län, död 17 juli 1979 i Sankt Görans församling i Stockholm, var en svensk publicist verksam inom A-Pressen. 
Alfons Gidlund var son till arrendatorn Erik Gidlund och Signe Lundqvist. Han var utbildad på folkhögskola och LO-skola. Han var medarbetare vid Dala-Demokraten 1930–1934 och vid Skaraborgaren 1935–1938. Han var direktör för Kronobergaren 1939–1941, Värmlands Folkblad 1941–1952, Folket i Bild (Fib) 1952–1954 samt VD för bokförlaget AB Tiden 1955–1963, Bok o bild förlag samt Gidlunds förlag.
Gidlund ledde bland annat A-presstidningarna Kronobergaren och Värmlands Folkblad. I Karlstad var han under 40-talet aktiv som kommunal- och landstingspolitiker. I början av 50-talet kom Gidlund till Stockholm och Folket i Bild för att därefter bli förlagschef på Tidens Förlag.
Alfons Gidlund var från 1935 gift med Ruth Mickels (1915–1986), dotter till hemmansägaren Otto Larsson och Maria Karlsson. De fick dottern Barbro Karabuda (1935–2017) och sonen Krister Gidlund (1943–2010). Han är också morfar till Denize Karabuda och Alfons Karabuda.
Han är gravsatt på Råcksta begravningsplats i Stockholm.

## Memoarer
- Byn - minnen från Dalarna (1988) Om livet i den västerdalsby, där han som arrendatorsbarn växte upp. ISBN 91-7844-119-6
- Rörelsen - mina år i arbetarrörelsens tjänst (1989) Om A-Pressen och svårigheten att driva företag inom arbetarrörelsen. ISBN 91-7844-147-1